# هایمنوفور
هایمنوفور به ساختار هیمنیوم‌دار اندام بارده قارچی اشاره دارد. هایمنوفورها می‌توانند سطوح صاف، لاملا، چین‌ها، لوله‌ها یا دندان‌ها باشند. این اصطلاح توسط رابرت هوک در سال ۱۶۶۵ ابداع شد.